# Vianden (tổng)
Vianden là một tổng về phía bắc của Luxembourg, ở huyện Diekirch. Thủ phủ là Vianden.
Tổng này bao gồm 3 thị trấn: 
- Putscheid
- Tandel
- Vianden

Diện tích của tổng này hiện là 78,52 km². Diện tích đã tăng thêm 24,44 km² vào ngày 1 tháng 1 năm 2006 khi đô thị Bastendorf từ tổng Diekirch sáp nhập với đô thị Fouhren để tạo thành tổng mới Tandel.
==Tham khảo==